# Guerre et Paix
Guerre et Paix (em italiano:  Guerra e pace) é uma  minissérie franco-italiana de 2007 dirigida por Robert Dornhelm. Baseada no livro Guerra e Paz de Leon Tolstói, foi protagonizada pelos atores Alessio Boni no papel de Andrei Bolkonsky, Clémence Poésy como Natasha Rostova e Alexander Beyer no papel de Pierre Bezukhov.